# Madden NFL 23
Madden NFL 23 es un videojuego de fútbol americano de 2022 desarrollado por EA Tiburon (EA Sports) y publicado por Electronic Arts. Basado en la Liga Nacional de Fútbol (NFL), es una entrega de la serie Madden NFL y sigue el lanzamiento de Madden NFL 22.
Madden NFL 23 se lanzó en agosto para PlayStation 4, PlayStation 5, Windows, Xbox One y Xbox Series X/S . Marcó el debut de la serie en Epic Games Store . El exentrenador en jefe y locutor John Madden, de quien se nombró el juego, es la estrella de la portada en honor a su muerte en diciembre de 2021. El juego recibió críticas mixtas de los críticos, quienes declararon una mejora con respecto a los juegos anteriores.

## Modo de juego
El modo de franquicia presentó nuevas incorporaciones, incluidas herramientas de agencia libre y factores comerciales adicionales. Las versiones del juego para PS5 y Xbox Series X/S incluyeron nuevas animaciones defensivas, incluidas colisiones en el aire y asistencias de derribo, así como una mecánica de pase más precisa en ataque. El juego también cuenta con vistas de cámara de touchdown bloqueadas por el jugador, tipos de cuerpo de siluetas de jugadores adicionales y detalles mejorados del estadio.
En julio de 2022, EA instaló una línea telefónica a la que los jugadores podían llamar para quejarse de que la calificación de un jugador era demasiado baja.
Madden Ultimate Team también recibió varias mejoras notables. La introducción del nuevo sistema Field Pass permite a los jugadores obtener recompensas actualizadas durante todo el año. Salen nuevos pases de campo con cada programa principal, temporada y cada dos semanas el Pase de campo competitivo lanza nuevas recompensas para que los jugadores las ganen.

## Desarrollo y lanzamiento
John Madden (quien apareció por última vez en la portada de Madden NFL 2000), fue anunciado como la estrella de portada en Madden Day (1 de junio de 2022; el mismo día en que se lanzó la primera entrega de la serie, John Madden Football) en honor a su muerte el 28 de diciembre de 2021. La portada de la versión de próxima generación es una imagen de Madden celebrando su victoria como entrenador en jefe de los Oakland Raiders en el Super Bowl XI . La edición All-Madden se basa en la portada del primer juego de la serie, John Madden Football, creado por Chuck Styles.

## Recepción
Madden NFL 23 recibió críticas "mixtas o promedio" de los críticos, según Metacritic.   
En su revisión 7.0/10, IGN escribió: "Sin embargo, Madden NFL 23 ofrece un atisbo de una luz al final del túnel con un puñado de mejoras inteligentes en las animaciones, la IA y la mecánica de pases que hacen mejoras sutiles pero significativas para el fútbol momento a momento en el campo... Después de jugar Madden NFL 23, finalmente tengo un poco de optimismo de que la serie está en el camino correcto, tal vez no un '¡Boom!' lo necesita".  También le dio al juego un 7/10, GameSpot dijo: "El Madden de este año se parece mucho a la última década de Madden en el sentido de que sufre una serie de heridas autoinfligidas y devuelve características que eran impopulares en años anteriores. Sin embargo, es crucial reiterar que, en el campo, Madden realmente se siente genial por primera vez en mucho tiempo. Los cambios en Franchise son útiles pero no revolucionarios, el sistema MUT Field Pass es prometedor pero inestable en el lanzamiento, y otros modos son en gran medida olvidables... Las mejoras en el día del juego hacen que Madden 23 sea un juego defectuoso, pero claramente tienen una mejora en la serie en lo que es más importante: el juego real de fútbol."  GamesRadar + le dio al juego 3 de 5 estrellas, diciendo: "Algunas mejoras divertidas hacen que este sea jugable, pero Madden todavía presenta demasiado remanente. No solo del año pasado, sino de la última década.”  Shacknews lo calificó con 3 de 5 estrellas y lo calificó como "un pobre simulador de fútbol profesional".

### Problemas para guardar archivos
El 26 de diciembre de 2022, los jugadores comenzaron a tener problemas para conectarse al modo de franquicia conectada (CFM) Madden NFL 23. CFM se ha mantenido como un pilar en Madden NFL desde Madden NFL 99 (1998), y fue renombrado en Madden NFL 25 (2013). EA resolvió el problema el 28 de diciembre, aunque desde un período de tiempo que va del 28 al 29 de diciembre, cualquier jugador que iniciara sesión tendría sus archivos guardados dañados. EA pudo recuperar el 40% de los archivos guardados corruptos como resultado de problemas con el servidor, pero muchos jugadores informaron que sus franquicias desarrolladas desaparecieron repentinamente.